# Verbandsgemeinde Lauterecken
La comunità amministrativa di Lauterecken (Verbandsgemeinde Lauterecken) era una comunità amministrativa della Renania-Palatinato, in Germania.
Faceva parte del circondario di Kusel.
A partire dal 1º luglio 2014 è stata unita alla comunità amministrativa di Wolfstein per costituire la nuova comunità amministrativa Lauterecken-Wolfstein.

## Suddivisione
Comprendeva 26 comuni:
1. Adenbach
2. Buborn
3. Cronenberg
4. Deimberg
5. Ginsweiler
6. Glanbrücken
7. Grumbach
8. Hausweiler
9. Heinzenhausen
10. Herren-Sulzbach
11. Hohenöllen
12. Homberg
13. Hoppstädten
14. Kappeln
15. Kirrweiler
16. Langweiler
17. Lauterecken (città)
18. Lohnweiler
19. Medard
20. Merzweiler
21. Nerzweiler
22. Odenbach
23. Offenbach-Hundheim
24. Sankt Julian
25. Unterjeckenbach
26. Wiesweiler

Il capoluogo era Lauterecken.